# Ngộ độc cá Ciguatera

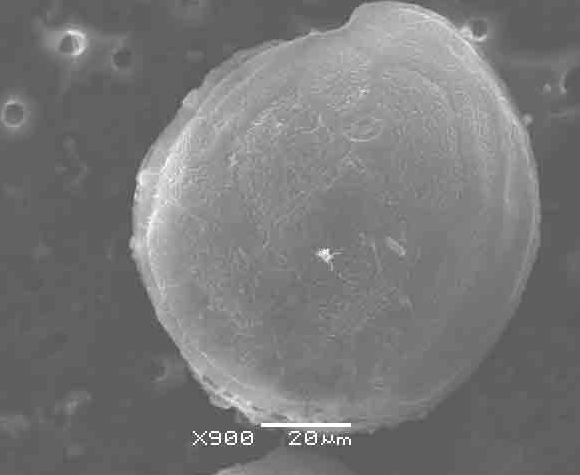
Trùng roi xoắn Gambierdiscus toxicus

Ngộ độc cá hay ngộ độc cá biển (Ciguatera) là một dạng ngộ độc thực phẩm gây ra cho con người khi ăn cá rạn san hô nào đó mà xác thịt của chúng đã bị nhiễm độc tố do loài trùng roi xoắn như Gambierdiscus toxicus sống ở vùng nước nhiệt đới và cận nhiệt đới gây ra. Những loài tảo và rong biển bị cá ăn, sau đó cá này bị cá ăn thịt lớn hơn ăn, điều này được gọi là mở rộng sinh học. 
Đây là hiện tượng ngộ độc thường gặp nhất khi ăn một số thủy sản và hải sản như ngao, sò, cá biển có chứa những độc chất sinh học.
Một số loài cá như cá mú, cá nhồng, lươn moray, cá vược biển, cá hồng đỏ (red snapper), cá thu và cá bò (triggerfish) có khả năng gây ngộ độc kiểu ciguatera. Các trường hợp ngộ độc thường xẩy ra tại những vùng nhiệt đới và cận nhiệt đới. Các loài cá sinh sống tại những vùng biển có đáy với những rạn san hô có tỷ lệ gây ngộ độc cao hơn. Các loài cá này có thể tích tụ trong cơ thể độc tố ciguatoxin tạo ra từ các phản ứng quang tổng hợp độc tố của loại vi tảo có hai đuôi, Gambierdiscus toxicus. Trong một số điều kiện môi sinh, loài rong biển này sản xuất ra gambier-toxins để sau đó chuyển thành ciguatoxins là một độc chất gây tác hại vào hệ thần kinh.

## Đại cương
Gambierdiscus toxicus là loài trùng roi chịu trách nhiệm cho việc tạo ra một số độc tố polyete tương tự như nhau, bao gồm cả ciguatoxin, maitotoxin, axit gambieric và scaritoxin, cũng như các palytoxin, loài tảo khác có thể gây ngộ độc cá ciguatera bao gồm Prorocentrum spp., Ostreopsis spp., Coolia monotis, Thecadinium spp. và Amphidinium carterae. Các loài cá săn mồi nằm gần đầu của chuỗi thức ăn ở các vùng biển nhiệt đới và cận nhiệt đới có nhiều khả năng gây ngộ độc ciguatera, mặc dù nhiều loài khác gây dịch thường xuyên với các độc tính. Ciguatoxin là chất không mùi, không vị và không thể loại bỏ bằng cách nấu chín thông thường. Ký sinh trùng, vi khuẩn, các chất độc hại hay kim loại nặng từ cá có thể gây ngộ độc cấp hoặc tích trữ lâu dài trong cơ thể. Chúng tạo gánh nặng liên tục cho gan, khiến bộ phận này hư hoại nhanh và ảnh hưởng nghiêm trọng đến sức khỏe.
Tổ chức Y tế Thế giới (WHO) khuyến cáo, ăn cá sống hoặc chế biến chưa chín kỹ sẽ có nguy cơ cao nhiễm ký sinh trùng, vi khuẩn. Các loại cá cũng có thể chứa nhiều vi sinh vật sống cộng sinh, khi ăn sống chúng sẽ theo vào cơ thể gây ngộ độc. Ngoài ra, cá cũng có thể bị nhiễm độc do môi trường nước ô nhiễm hoặc bị tẩm, ướp bởi chất bảo quản, hóa học giúp làm tươi hay giữ cá lâu hư vượt quá quy định. Nguy cơ nhiễm hay chứa loại kim loại nặng như chì, crom, thủy ngân ở loài thực phẩm này cũng rất cao. Đến 84% lượng cá trên thế giới chứa một lượng thủy ngân gây hại cho sức khỏe con người (cá nhiễm thủy ngân). Đặc biệt, những loài cá lớn, sống ở tầng biển sâu như cá thu, ngừ, mập, kiếm… luôn có hàm lượng thủy ngân và kim loại nặng khác cao hơn các loài bé.
Bên cạnh việc có thể gây ngộ độc cấp như đau bụng, tiêu chảy, nôn ói…, các loại vi khuẩn, ký sinh trùng hay kim loại nặng từ cá xâm nhập vào cơ thể sẽ gây ra nhiều hậu quả lâu dài cho sức khỏe, đặc biệt tại gan. Theo đó, độc chất một mặt sẽ trực tiếp kích hoạt Kupffer - loại tế bào miễn dịch nằm ở xoang gan, hoạt động quá mức. Chúng khiến tế bào này phóng thích ra các chất gây viêm như TNF-α, TGF-β, Interleukin… gây tổn thương, hủy hoại tế bào gan. Mặt khác, độc chất còn khiến gan phải làm việc liên tục khi thực hiện vai trò khử độc, làm sản sinh ra các sản phẩm trung gian tiếp tục kích hoạt quá mức tế bào Kupffer. Nó một lần nữa gây tổn thương tế bào gan nghiêm trọng hơn, khiến bộ phận này càng suy yếu và hư hại nhanh. Khi vai trò khử độc cùng nhiều vai trò quan trọng khác của gan suy yếu sẽ dẫn đến nhiều hệ lụy nghiêm trọng cho toàn cơ thể.